# Pholiota
Pholiota (Fr.) P. Kumm., Führer für Pilzfreunde (Zwickau): 22, 83 (1871)
Il genere Pholiota appartiene alla famiglia delle Strophariaceae, e include funghi lignicoli oppure terricoli, di cui alcuni di grossa taglia, aventi le seguenti caratteristiche.

## Descrizione del genere

### Cappello e gambo
Confluenti. Lisci oppure decorati, ma di frequente presentano scaglie più o meno vistose.

### Lamelle
Sinuate, adnate o subdecorrenti.

### Anello
Spesso presente.

### Cortina
Talvolta presente.

### Spore
Ocracee in massa, lisce, senza poro germinativo.

### Carne
Funghi carnosi.
- Odore: quasi mai significativo.
- Sapore: sovente amaro.

## Commestibilità delle specie
Poche le specie eduli, alcune sono sospette.

## Specie di Pholiota
La specie tipo è Pholiota squarrosa (Weigel) P. Kumm. (1871), altre specie incluse sono:
| - Pholiota aberrans A.H. Sm. & Hesler (1968) - Pholiota abieticola A.H. Sm. & Hesler (1968) - Pholiota abietis A.H. Sm. & Hesler (1968) - Pholiota abstrusa (Fr.) Singer (1951) - Pholiota acericola Peck - Pholiota aculeata Bres. & Roum. (1890) - Pholiota acutoconica A.H. Sm. & Hesler (1968) - Pholiota adiposa (Batsch) P. Kumm. (1871) - Pholiota adirondackensis A.H. Sm. & Hesler (1968) - Pholiota aegerita - Pholiota aggericola Peck - Pholiota agglutinata A.H. Sm. & Hesler (1968) - Pholiota aggregata Beeli (1928) - Pholiota agrocybiformis Singer (1969) - Pholiota alabamensis (Murrill) A.H. Sm. & Hesler (1968) - Pholiota alachuana Murrill (1943) - Pholiota albocrenulata (Peck) Sacc. (1887) - Pholiota albo-olivasens A.H. Sm. & Hesler (1968) - Pholiota albovelata Murrill (1912) - Pholiota albovirescens A.H. Sm. & Hesler (1968) - Pholiota alexandrina Reichert (1921) - Pholiota allantopoda (Berk.) Sacc. (1887) - Pholiota alnea Singer (1952) - Pholiota alniphila (Zeller) Redhead (1984) - Pholiota alutispora Berk. - Pholiota angustifolia A.H. Sm. & Hesler (1968) - Pholiota angustipes Peck - Pholiota anomala Peck (1895) - Pholiota anomala (A.H. Sm.) Singer (1962) - Pholiota apiahyna Speg. (1919) - Pholiota appendiculata Peck (1904) - Pholiota arcuatifolia (Britzelm.) Sacc. - Pholiota arenariobulbosa (Cleland) Grgur. (1997) - Pholiota armeniaca A.H. Sm. & Hesler (1968) - Pholiota arragonis Rick (1930) - Pholiota aschersoniana Henn. & Ruhland - Pholiota ascophora (Peck) Singer (1969) - Pholiota astragalina (Fr.) Singer (1951) - Pholiota astragalina var. astragalina (Fr.) Singer (1951) - Pholiota atripes A.H. Sm. & Hesler (1968) - Pholiota aurantiaca Thesleff (1920) - Pholiota aurantioalbida Singer (1969) - Pholiota aurantioferruginea (Britzelm.) Sacc. - Pholiota aurantioflava A.H. Sm. & Hesler (1968) - Pholiota aurea var. aurea (Matt.) Pers. (1801) - Pholiota aurivella (Batsch) Fr. (1871) - Pholiota aurivelloides Overh. (1927) - Pholiota austrospumosa Hongo (1977) - Pholiota autumnalis Peck - Pholiota avellanea Murrill (1913) - Pholiota avellaneifolia A.H. Sm. & Hesler (1968) - Pholiota azyma (Fr.) M.M. Moser (1953) - Pholiota badia Petch (1922) - Pholiota baeosperma Singer (1953) - Pholiota bakerensis A.H. Sm. & Hesler (1968) - Pholiota bambusina K.A. Thomas & Manim. (2001) - Pholiota baptisiae A.H. Sm. & Hesler (1968) - Pholiota barrowsii A.H. Sm. & Hesler (1968) - Pholiota basilei Mattir. (1932) - Pholiota bicincta (Kalchbr.) McAlpine (1895) - Pholiota bicolor (Speg.) Singer (1951) - Pholiota bigelowii A.H. Sm. & Hesler (1968) - Pholiota blechni Singer (1965) - Pholiota brevipes Z.S. Bi (1989) - Pholiota bridgei A.H. Sm. & Hesler (1965) - Pholiota brigantii (Fr.) Sacc. (1887) - Pholiota brittoniae Murrill (1943) - Pholiota broadwayi Murrill (1913) - Pholiota brunnea A.H. Sm. & Hesler (1968) - Pholiota brunneoatra Rick (1930) - Pholiota brunneodisca (Peck) A.H. Sm. & Hesler (1968) - Pholiota brunnescens A.H. Sm. & Hesler (1968) - Pholiota bryophila Murrill - Pholiota burkei A.H. Sm. & Hesler (1968) - Pholiota caespitosa A.H. Sm. & Hesler (1968) - Pholiota calendulina Singer (1952) - Pholiota californica (Earle) A.H. Sm. & Hesler (1968) - Pholiota calvinii A.H. Sm. & Hesler (1968) - Pholiota canescens A.H. Sm. & Hesler (1968) - Pholiota capocystidia J. Bao Wang (1992) - Pholiota carbonaria A.H. Sm. (1944) - Pholiota carneola Rick (1930) - Pholiota castanea A.H. Sm. & Hesler (1968) - Pholiota catervaria (Lév.) Manjula (1983) - Pholiota cerasina Peck - Pholiota cerifera P. Karst. - Pholiota chacoensis Speg. (1926) - Pholiota chromocystis A.H. Sm. & Hesler (1968) - Pholiota chrysmoides Soop (2001) - Pholiota chrysocystidiata Singer (1986) - Pholiota cinchonensis Murrill (1913) - Pholiota cincta (Cleland) Grgur. (1997) - Pholiota citrinofolia Métrod (1962) - Pholiota coloradensis A.H. Sm. & Hesler (1968) - Pholiota communis (Cleland & Cheel) Grgur. (1997) - Pholiota comosa Schulzer - Pholiota condensa (Peck) A.H. Sm. & Hesler (1968) - Pholiota confoederans (Britzelm.) Sacc. (1887) - Pholiota congesta (Kalchbr.) Sacc. (1887) - Pholiota conica A.H. Sm. & Hesler (1968) - Pholiota conissans (Fr.) M.M. Moser (1986) - Pholiota connata A.H. Sm. & Hesler (1968) - Pholiota contorta A.H. Sm. & Hesler (1968) - Pholiota cookei (Fr.) Sacc. (1887), (= * Pholiota gummosa) - Pholiota corticola (Murrill) A.H. Sm. & Hesler (1968) - Pholiota cortinata (DC.) Singer (1989) - Pholiota crassipedes A.H. Sm. & Hesler (1968) - Pholiota crassivela Speg. - Pholiota cruentata (Cooke & W.G. Sm.) Sacc. (1887) - Pholiota cubensis Earle (1906) - Pholiota curcuma (Berk. & M.A. Curtis) A.H. Sm. & Hesler (1968) - Pholiota cyathicola (Murrill) A.H. Sm. & Hesler (1968) - Pholiota cystidiata Natarajan & C. Ravindran (2003) - Pholiota dactyliota Berk. & Mont. - Pholiota dasypepla (Berk.) Cooke - Pholiota davidsonii A.H. Sm. & Hesler (1968) - Pholiota deceptiva A.H. Sm. & Hesler (1968) - Pholiota decorata (Murrill) A.H. Sm. & Hesler (1968) - Pholiota decurrens Velen. (1921) - Pholiota decussata (Fr.) M.M. Moser (1967) - Pholiota depauperata (Singer & A.H. Sm.) A.H. Sm. & Hesler (1968) - Pholiota detersibilis Peck - Pholiota dinghuensis Z.S. Bi (1985) - Pholiota discolor Peck (1873) - Pholiota disrupta (Cooke & Massee) McAlpine (1895) - Pholiota djakovensis Schulzer - Pholiota drummondii (Berk.) Pegler (1965) - Pholiota duroides Peck (1909) - Pholiota ealeansis Beeli (1928) - Pholiota edulis Henn. - Pholiota effusa (Kalchbr.) Sacc. (1887) - Pholiota elegans Jacobsson (1991) - Pholiota elongatipes (Peck) A.H. Sm. & Hesler (1968) - Pholiota engleriana Henn. - Pholiota eriogena (Fr.) Sacc. (1887) - Pholiota eucalyptorum (Cleland) Singer (1952) - Pholiota examinans Beck.{?} - Pholiota exsequens (Britzelm.) Sacc. (1887) - Pholiota fallax Velen. (1921) - Pholiota ferruginea A.H. Sm. & Hesler (1968) - Pholiota ferrugineolutescens A.H. Sm. & Hesler (1968) - Pholiota fibrillosipes (Murrill) A.H. Sm. & Hesler (1968) - Pholiota filamentosa (Schaeff.) Fr. (1874) - Pholiota flammans (Batsch) P. Kumm. (1871) - Pholiota flammuloides M.M. Moser (1986) - Pholiota flavescens A.H. Sm. & Hesler (1968) - Pholiota flavida (Schaeff.) Singer (1951) - Pholiota flavopallida A.H. Sm. & Hesler (1968) - Pholiota floridana Murrill (1943) - Pholiota foedata (Peck) A.H. Sm. & Hesler (1968) - Pholiota foetans Bat. & A.F. Vital (1955) - Pholiota formosa Speg. (1926) - Pholiota fragilissima Rick (1926) - Pholiota freindlingiae (Singer) Singer (1951) - Pholiota frowardii (Speg.) E. Horak (1967) - Pholiota frusticola (Berk.) Pegler (1965) - Pholiota fulvella (Peck) A.H. Sm. & Hesler (1968) - Pholiota fulviconica (Murrill) A.H. Sm. & Hesler (1968) - Pholiota fulvodisca A.H. Sm. & Hesler (1968) - Pholiota fulvosquamosa Peck - Pholiota fulvozonata A.H. Sm. & Hesler (1968) - Pholiota furcata Overh. (1924) - Pholiota fusa (Batsch) Singer (1951) - Pholiota galapagensis Pegler (1981) - Pholiota galerinoides A.H. Sm. & Hesler (1968) - Pholiota gayi (Roum.) Sacc. (1887) - Pholiota gibberosa Ces. - Pholiota gibberosa Fr. - Pholiota gigantea Naveau (1923) - Pholiota glaziovii Berk. - Pholiota glutinigera Singer (1960) - Pholiota glutinosa (Massee) E. Horak (1971) - Pholiota glutinosa var. glutinosa (Massee) E. Horak (1971) - Pholiota glutinosa var. squamopes A. Kawam. (1954) - Pholiota glutinosipes Singer (1961) - Pholiota gollani Henn. - Pholiota goossensiae Beeli (1928) - Pholiota graminum Cleland (1933) - Pholiota granulosa (Peck) A.H. Sm. & Hesler (1968) - Pholiota granulosoverrucosa Henn. - Pholiota graveolens (Peck) A.H. Sm. & Hesler (1968) - Pholiota gregaria (Wettst.) Sacc. (1891) - Pholiota gregariiformis (Murrill) A.H. Sm. & Hesler (1968) - Pholiota gruberi A.H. Sm. & Hesler (1968) - Pholiota gummosa (Lasch) Singer (1951) - Pholiota gymnopiloides Raithelh. (1974) - Pholiota harenosa A.H. Sm. & Hesler (1968) - Pholiota heliocaes (Berk. & Broome) Singer (1955) - Pholiota henningsii (Bres.) P.D. Orton (1960) - Pholiota hepatica Massee - Pholiota heteroclita sensu Cooke, (= * Pholiota populnea) - Pholiota heteroclita (Fr.) Quél. (1872) - Pholiota hiemalis A.H. Sm. & Hesler (1968) - Pholiota highlandensis (Peck) A.H. Sm. & Hesler (1968) - Pholiota hormophora Mont. - Pholiota humicola (Quél.) Sacc. - Pholiota humidicola (Murrill) A.H. Sm. & Hesler (1968) - Pholiota humii A.H. Sm. & Hesler (1968) - Pholiota hymaeneicola Beeli (1928) - Pholiota hypholomoides (Murrill) A.H. Sm. & Hesler (1968) - Pholiota imperfecta Cleland (1933) - Pholiota imperialis Speg. (1889) - Pholiota impudica Speg. (1889) - Pholiota indecens Peck - Pholiota indica Massee - Pholiota innocua A.H. Sm. & Hesler (1968) - Pholiota inopus (Fr.) P. Kumm. (1871) - Pholiota intermedia Singer (1929) - Pholiota intermedia A.H. Sm. (1934) - Pholiota intermedia J.E. Lange (1938) - Pholiota irazuensis Singer (1989) - Pholiota iterata A.H. Sm. & Hesler (1968) - Pholiota jahnii Tjall.-Beuk. & Bas (1986) - Pholiota jalapensis (Murrill) A.H. Sm. & Hesler (1968) - Pholiota janseana Henn. & E. Nyman - Pholiota johnsoniana (Peck) G.F. Atk. - Pholiota kalmicola (Murrill) A.H. Sm. & Hesler (1968) - Pholiota kauffmaniana A.H. Sm. (1944) - Pholiota kodiakensis A.H. Sm. & Hesler (1968) - Pholiota kolaensis P. Karst. (1876) - Pholiota kubickae Singer & Clémençon (1971) - Pholiota kummeriana Henn. - Pholiota lactea A.H. Sm. & Hesler (1968) - Pholiota lampas Kalchbr. (1867) - Pholiota lanaripes Rick (1961) - Pholiota langei Singer (1945) - Pholiota lapponica (Fr.) Singer (1951) - Pholiota lenta (Pers.) Singer (1951) - Pholiota leptopoda Speg. (1889) - Pholiota leptura Kalchbr. (1867) - Pholiota lilacifolia (Batsch) P. Kumm. (1871) - Pholiota limonella (Peck) Sacc. (1887) - Pholiota livistonae S. Ito & S. Imai (1940) - Pholiota lubrica (Pers.) Singer (1951) - Pholiota lubrica var. lubrica (Pers.) Singer (1951) - Pholiota lubrica var. luteifolia A.H. Sm. & Hesler (1968) - Pholiota lucifera (Lasch) Quél. (1872) - Pholiota lundbergii Jacobsson (1997) - Pholiota lupina (Fr.) M.M. Moser (1953) - Pholiota lurida A.H. Sm. & Hesler (1968) - Pholiota lutaria (Maire) Kuyper & Tjall.-Beuk. (1986) - Pholiota lutea Peck (1898) - Pholiota luteifolia Peck - Pholiota luteobadia A.H. Sm. & Hesler (1968) - Pholiota luteofolius Peck - Pholiota luteola A.H. Sm. & Hesler (1968) - Pholiota lutescens A.H. Sm. & Hesler (1968) - Pholiota lutescens var. lutescens A.H. Sm. & Hesler (1968) - Pholiota lutescens var. robusta A.H. Sm. & Hesler (1968) - Pholiota luxurians (Fr.) Sacc. (1887) - Pholiota maackiae Singer (1946) - Pholiota macmurphyi Murrill | - Pholiota macrocystis A.H. Sm. & Hesler (1968) - Pholiota magna Sacc. (1887) - Pholiota magnivelata Dearn. ex Morse (1941) - Pholiota mahabaleshwarensis Sathe & S.D. Deshp. (1980) - Pholiota majalis Singer (1969) - Pholiota malicola (Kauffman) A.H. Sm. (1934) - Pholiota maminillata Velen. (1921) - Pholiota marginella Peck (1897) - Pholiota marthae Singer (1969) - Pholiota martinicensis Pat. (1903) - Pholiota maximovici Velen. (1921) - Pholiota megalosperma Singer (1953) - Pholiota melaphila Raithelh. (1974) - Pholiota mellea P. Karst. - Pholiota melliodora A.H. Sm. & Hesler (1968) - Pholiota metallica Donoso (1981) - Pholiota microcarpa Singer (1969) - Pholiota micromeres Berk. & Broome - Pholiota microspora Berk. - Pholiota milleri A.H. Sm. & Hesler (1968) - Pholiota minima Peck - Pholiota minutula A.H. Sm. & Hesler (1968) - Pholiota mixta (Fr.) Kuyper & Tjall.-Beuk. (1986) - Pholiota molesta A.H. Sm. & Hesler (1968) - Pholiota mollicorium (Cooke & Massee) Sacc. (1891) - Pholiota mollicula Banning & Peck - Pholiota montana Singer (1965) - Pholiota montevideensis Speg. (1926) - Pholiota mucigera Holec & Niemelä (2000) - Pholiota mucosa Velen. (1921) - Pholiota multicingulata E. Horak (1983) - Pholiota multifolia (Peck) A.H. Sm. & Hesler (1968) - Pholiota muricella (Fr.) Bon (1985) - Pholiota murrillii A.H. Sm. & Hesler (1968) - Pholiota musae (Earle) Sacc. & Traverso (1911) - Pholiota muscigena Quél. (1885) - Pholiota mustelina (Fr.) Quél. (1872) - Pholiota mutans A.H. Sm. & Hesler (1968) - Pholiota mycenoides (Fr.) Quél. (1872) - Pholiota myosotis var. myosotis (Fr.) Singer (1951) - Pholiota myxacioides Singer (1969) - Pholiota nameko (T. Itô) S. Ito & S. Imai (1933) - Pholiota nana E. Horak (1962) - Pholiota natalis Singer - Pholiota naucorioides Singer (1955) - Pholiota nigripes A.H. Sm. & Hesler (1968) - Pholiota njalaensis Beeli (1938) - Pholiota novembris Singer (1969) - Pholiota nymaniana (Henn.) Sacc. & P. Syd. (1902) - Pholiota obscura A.H. Sm. & Hesler (1968) - Pholiota occidentalis A.H. Sm. & Hesler (1968) - Pholiota occidentalis var. luteifolia A.H. Sm. & Hesler (1968) - Pholiota occidentalis var. occidentalis A.H. Sm. & Hesler (1968) - Pholiota ochrochlora (Fr.) P.D. Orton (1960) - Pholiota ochroflavida (Malençon) Bon (1976) - Pholiota ochropallida (Romagn.) M.M. Moser (1967) - Pholiota ochropallida Bon (1986) - Pholiota ochrospora Raithelh. (1974) - Pholiota odoratissima A. Blytt - Pholiota olivacea (Maire & Malençon) Bon (1976) - Pholiota olivaceocoriacea Rick (1930) - Pholiota olivaceodisca A.H. Sm. & Hesler (1968) - Pholiota olivaceophylla A.H. Sm. & Hesler (1968) - Pholiota olympiana (A.H. Sm.) A.H. Sm. & Hesler (1968) - Pholiota oregonensis (Murrill) Murrill (1912) - Pholiota orinocensis Pat. & Gaillard (1888) - Pholiota ornatula (Murrill) A.H. Sm. & Hesler (1968) - Pholiota pallida A.H. Sm. & Hesler (1968) - Pholiota paludosella (G.F. Atk.) A.H. Sm. & Hesler (1968) - Pholiota pampeanus Speg. - Pholiota paradoxa Naveau (1923) - Pholiota parva A. Pearson (1950) - Pholiota parvula W.F. Chiu (1968) - Pholiota pattersoniae (Murrill) Redhead (1984) - Pholiota paulensis Henn. - Pholiota paxillus (Fr.) Gillet (1874) - Pholiota peleae E. Horak & Desjardin (1996) - Pholiota penningtoniana A.H. Sm. & Hesler (1968) - Pholiota perniciosa A.H. Sm. & Hesler (1968) - Pholiota phalerata (Fr.) Quél. (1872) - Pholiota phlebophora Pat. - Pholiota phlegmatica (Berk.) Manjula (1983) - Pholiota phoenicus Sacc. - Pholiota phragmatophylla De Guern. - Pholiota phylicigena (Berk.) Sacc. (1887) - Pholiota piceina (Murrill) A.H. Sm. & Hesler (1968) - Pholiota pinicola Jacobsson (1986) - Pholiota pityrodes (F. Brig.) Holec (2001) - Pholiota platensis Speg. (1899) - Pholiota platyphylla Kauffman (1921) - Pholiota polychroa (Berk.) A.H. Sm. & H.J. Brodie - Pholiota populicola A.H. Sm. & Hesler (1968) - Pholiota populnea (Pers.) Kuyper & Tjall.-Beuk. (1986) - Pholiota potanini Kalchbr. - Pholiota praecavenda (Britzelm.) Sacc. (1887) - Pholiota praecellens Kalchbr. - Pholiota privigna (Speg.) Singer (1961) - Pholiota prolixa A.H. Sm. & Hesler (1968) - Pholiota prominens (Kalchbr.) Sacc. (1887) - Pholiota propinquata (Britzelm.) Sacc. - Pholiota proximans A.H. Sm. & Hesler (1968) - Pholiota psathyrelloides Singer (1969) - Pholiota pseudoblattaria Speg. (1898) - Pholiota pseudoerebia A. Pearson (1950) - Pholiota pseudofascicularis Speg. (1898) - Pholiota pseudograveolens A.H. Sm. & Hesler (1968) - Pholiota pseudohypholoma Velen. (1921) - Pholiota pseudolimulata A.H. Sm. & Hesler (1968) - Pholiota pseudomarginata Hruby (1930) - Pholiota pseudopulchella A.H. Sm. & Hesler (1968) - Pholiota pseudosiparia A.H. Sm. & Hesler (1968) - Pholiota pudica (Bull.) Gillet (1874) - Pholiota puiggarii Speg. (1889) - Pholiota pulchella A.H. Sm. & Hesler (1968) - Pholiota punctata (Cleland) Grgur. (1997) - Pholiota punicea A.H. Sm. & Hesler (1968) - Pholiota pusilla Rick (1919) - Pholiota radicellata Gillet (1871) - Pholiota recedens (Cooke & Massee) Sacc. (1891) - Pholiota reflexa Fr. - Pholiota reflexa Schaeff. - Pholiota retiphylla G.F. Atk. (1918) - Pholiota rigelliae Velen. (1921) - Pholiota rigidipes Peck - Pholiota rivulosa A.H. Sm. & Hesler (1968) - Pholiota romagnesiana A.H. Sm. & Hesler (1968) - Pholiota rosea Rick (1919) - Pholiota rostrata Velen. (1921) - Pholiota rubecula Bonn.{?} & Peck - Pholiota rubra Bi & Loh (1985) - Pholiota rubronigra A.H. Sm. & Hesler (1968) - Pholiota rudis Rick (1961) - Pholiota rufidula (Kalchbr.) Sacc. (1887) - Pholiota rufodisca A.H. Sm. & Hesler (1968) - Pholiota rufofulva Cleland (1927) - Pholiota rufopunctata Pat. & Gaillard (1888) - Pholiota sabulosa Peck (1896) - Pholiota salicicola (Fr.) Arnolds (1982) - Pholiota salicina Velen. (1921) - Pholiota sanguineomaculans Höhn. - Pholiota scabella Zeller (1933) - Pholiota scamba (Fr.) M.M. Moser (1986) - Pholiota scamboides A.H. Sm. & Hesler (1968) - Pholiota schraderi (Peck) Overh. (1924) - Pholiota scobifera (Berk. & M.A. Curtis) Pat. (1903) - Pholiota scorpioides (Fr.) M.M. Moser (1953) - Pholiota secretanii Fr. - Pholiota semi-imbricata (Singer) Singer (1951) - Pholiota septembris Singer (1969) - Pholiota septentrionalis A.H. Sm. (1935) - Pholiota sequoiae A.H. Sm. & Hesler (1968) - Pholiota serotina A.H. Sm. & Hesler (1968) - Pholiota serrulata Cleland (1933) - Pholiota sienna (Kauffman) A.H. Sm. & Hesler (1968) - Pholiota siennaecolor (Petch) Pegler (1986) - Pholiota silvatica (A.H. Sm.) A.H. Sm. & Hesler (1968) - Pholiota simulans A.H. Sm. & Hesler (1968) - Pholiota sipei A.H. Sm. & Hesler (1968) - Pholiota socotrana Henn. - Pholiota sola A.H. Sm. & Hesler (1968) - Pholiota sororia P. Karst. (1892) - Pholiota speciosa Clem. - Pholiota sphaerospora Beeli (1928) - Pholiota sphagnicola (Peck) A.H. Sm. & Hesler (1968) - Pholiota sphagnophila (Peck) A.H. Sm. & Hesler (1968) - Pholiota sphaleromorpha (Bull.) Quél. (1874) - Pholiota spinulifera (Murrill) Singer (1973) - Pholiota spumosa (Fr.) Singer (1948) - Pholiota squalida (Peck) A.H. Sm. & Hesler (1968) - Pholiota squarrosipes Cleland (1933) - Pholiota squarrosoadiposa J.E. Lange (1940) - Pholiota squarrosoides (Peck) Sacc. (1887) - Pholiota stefaninii Bacc. - Pholiota stratosa A.H. Sm. & Hesler (1968) - Pholiota striatula A.H. Sm. & Hesler (1968) - Pholiota stropharioides Rick (1930) - Pholiota stropharioides var. major Rick (1961) - Pholiota stropharioides var. stropharioides Rick (1930) - Pholiota subamara A.H. Sm. & Hesler (1968) - Pholiota subangularis A.H. Sm. & Hesler (1968) - Pholiota subcaerulea A.H. Sm. & Hesler (1968) - Pholiota subcarbonaria (Murrill) A.H. Sm. & Hesler (1968) - Pholiota subcastanea A.H. Sm. & Hesler (1968) - Pholiota subconica G.H. Otth - Pholiota subdefossa A.H. Sm. & Hesler (1968) - Pholiota subechinata A.H. Sm. & Hesler (1968) - Pholiota suberebia (Britzelm.) Sacc. & Traverso (1911) - Pholiota suberis Maire (1928) - Pholiota subflammans Speg. - Pholiota subflavida (Murrill) A.H. Sm. & Hesler (1968) - Pholiota subfulva (Peck) A.H. Sm. & Hesler (1968) - Pholiota subgelatinosa A.H. Sm. & Hesler (1968) - Pholiota sublubrica A.H. Sm. & Hesler (1968) - Pholiota sublutea (Vahl) P. Karst. (1887) - Pholiota subminor A.H. Sm. & Hesler (1968) - Pholiota submutabilis Henn. - Pholiota subnigra Murrill - Pholiota subochracea (A.H. Sm.) A.H. Sm. & Hesler (1968) - Pholiota subpapillata A.H. Sm. & Hesler (1968) - Pholiota subpumila Cleland (1927) - Pholiota subsaponacea A.H. Sm. & Hesler (1968) - Pholiota subsquarrosa (Fr.) Quél. (1887) - Pholiota subsulphurea A.H. Sm. & Hesler (1968) - Pholiota subtestacea (Murrill) A.H. Sm. & Hesler (1968) - Pholiota subtogularis Cleland (1933) - Pholiota subvelutina A.H. Sm. & Hesler (1968) - Pholiota subvelutipes A.H. Sm. & Hesler (1968) - Pholiota sulphurea Beeli - Pholiota sulphurea Velen. (1921) - Pholiota sylva Natarajan & C. Ravindran (2003) - Pholiota tabacinirugosa S. Ito & S. Imai (1940) - Pholiota tahquamenonensis A.H. Sm. & Hesler (1968) - Pholiota talquensis Garrido (1988) - Pholiota temnophylla Peck - Pholiota tennesseensis A.H. Sm. & Hesler (1968) - Pholiota terrestris Overh. (1924) - Pholiota terrigena (Fr.) P. Karst. (1879) - Pholiota tersa Fr. - Pholiota testacea Rick (1938) - Pholiota tetonensis A.H. Sm. & Hesler (1968) - Pholiota tilopus (Kalchbr. & MacOwan) D.A. Reid (1975) - Pholiota tottenii (Murrill) A.H. Sm. & Hesler (1968) - Pholiota trailii (Berk. & Cooke) anon. - Pholiota trichocephala Trog - Pholiota trinitensis Dennis (1970) - Pholiota trullisata A.H. Sm. & Hesler (1968) - Pholiota truncata Natarajan & Raman (1983) - Pholiota tuberculosa (Schaeff.) P. Kumm. (1871) - Pholiota uguelensis Henn. - Pholiota umbilicata A.H. Sm. & Hesler (1968) - Pholiota variabilispora A.H. Sm. & Hesler (1968) - Pholiota variicystis G. Moreno & E. Valenz. (1994) - Pholiota varzeae Singer (1989) - Pholiota velaglutinosa A.H. Sm. & Hesler (1968) - Pholiota velata (Peck) A.H. Sm. & Hesler (1968) - Pholiota ventricosa Earle - Pholiota veris A.H. Sm. & Hesler (1968) - Pholiota vermiflua (Peck) Sacc. (1887) - Pholiota vermiflua var. perfecta Rick (1938) - Pholiota verna A.H. Sm. & Hesler (1968) - Pholiota verrucosa Henn. - Pholiota verruculosa Fr. - Pholiota vialis (Murrill) A.H. Sm. & Hesler (1968) - Pholiota villosa Fr. - Pholiota vinaceobrunnea A.H. Sm. & Hesler (1968) - Pholiota violacea Voglino (1896) - Pholiota violacea Beeli (1928) - Pholiota virescentifolia A.H. Sm. & Hesler (1968) - Pholiota virgata A.H. Sm. & Hesler (1968) - Pholiota washingtonensis Murrill - Pholiota zenkeri Henn. |

## Sinonimi
- Derminus (E. M. Fries) Staude, Schwämme Mitteldeutschl. xxvi, 86. 1857 (nom. rej.).
- Dryophila Quélet, Ench. Fungorum 66. 1886.
- Hypodendrum Paulet ex Earle, Bull. New York Bot. Gard 5: 445. 8 Feb 1909.